# 15002 Shahriarbayegan
15002 Shahriarbayegan è un asteroide della fascia principale esterna. Scoperto nel 1997, presenta un'orbita caratterizzata da un semiasse maggiore pari a 3,236993 UA e da un'eccentricità di 0,141813, inclinata di 2,311702° rispetto all'eclittica. Ha un diametro di 7,674 km e un'albedo di 0,099.